# Houston A. Baker Jr.
Houston Alfred Baker Jr., né le 22 mars 1943 à Louisville dans le Kentucky, est un essayiste et un professeur d'université afro-américain, spécialiste de la culture afro-américaine et plus spécialement de la littérature afro-américaine.

## Biographie
Houston A. Baker Jr. est né le 22 mars 1943 à Louisville, dans le Kentucky, deuxième des trois fils de Houston Alfred Baker père, un administrateur d'hôpital et Viola Elizabeth Smith Baker, professeure d'anglais.

### Parcours universitaire
Après ses études secondaires, Houston A. Baker Jr. entre à la Howard University où il obtient, en 1965, le Bachelor of Arts avec la mention  "cum laude" puis il continue ses études à l'université de Californie à Los Angeles où il obtient, en 1966, le Master of Arts. Il soutient sa thèse de Ph.D avec succès en 1968 à l'université de Californie à Los Angeles.

### Carrière universitaire
- De 1968 à 1970 il travaille comme assistant à l'université Yale.
- De 1970 à 1974, il est professeur de littérature anglaise à l'université de Virginia.
- De 1974 à 1982, il est professeur de littérature anglaise à l'université de Pennsylvanie.
- De 1982 à 1999, il est professeur titulaire de chaire à l'université de Pennsylvanie.
- En 1987, il fonde à l'université de Pennsylvanie, le Center for the Study of Black Literature and Culture / Centre d'étude de la littérature et de la culture noire américaine, qu'il dirigera jusqu'à son départ de l’université en 1999.
- De 1999 à 2006, il est professeur titulaire de chaire à l'université Duke, et y dirige la revue American Literature, jusqu'à sa retraite en 2006.
- Depuis 2006, il est à l'université Vanderbilt, comme professeur émérite.

## Regard sur son œuvre
Houston Alfred Baker Jr, continue la réflexion de Richard Wright sur les représentations des romanciers "blancs" sur les Afro-Américains et le représentations que les Afro-Américains ont d'eux mêmes à partir de ce prisme déformant et comment assumer son identité noire par delà les déterminants sociaux et culturels,.

## Œuvres (sélection)
- Long Black Song: Essays in Black American Literature and Culture, éd. University of Virginia Press, 1972, rééd. 1990
- Singers of Daybreak: Studies in Black American Literature, éd. Howard University Press, 1975, rééd. 1983
- The Journey Back, éd. University Of Chicago Press, 1980, rééd. 1984
- Blues, Ideology, and Afro-American Literature: A Vernacular Theory, éd. University of Chicago Press, 1985, rééd. 1987
- Modernism and the Harlem Renaissance, éd. University of Chicago Press, 1987, rééd. 1989
- Afro-American Poetics: Revisions of Harlem and the Black Aesthetic, éd. University of Wisconsin Press, 1988, rééd. 1996
- Workings of the Spirit: The Poetics of Afro-American Women's Writing, éd. University of Chicago Press, 1991, rééd. 1993
- Black Studies, Rap, and the Academy, éd. University of Chicago Press, 1993, rééd. 1995
- Black British Cultural Studies: A Reader, anthologie co-rédigée avec Manthia Diawara et Ruth H. Lindeborg, éd. University of Chicago Press, 1996
- Turning South Again: Re-Thinking Modernism/Re-Reading Booker T., éd. Duke University Press Books, 2001
- Critical Memory: Public Spheres, African American Writing, and Black Fathers and Sons in America, éd. University of Georgia Press, 2001
- I Don't Hate the South: Reflections on Faulkner, Family, and the South, éd. Oxford University Press, 2007
- Betrayal: How Black Intellectuals Have Abandoned the Ideals of the Civil Rights Era, éd. Columbia University Press, 2008
- The Trouble with Post-Blackness, co-rédigé avec K. Merinda Simmons, éd. Columbia University Press, 2015